# A la caridad
A la caridad es una escultura pública en homenaje a la matrona y filántropa Antonia Salas, ubicada frente a la Basílica de la Merced, en la intersección de las calles Merced y Mac-Iver, en el centro de la ciudad de Santiago, Chile.
Obra del escultor francés Léon-Ernest Drivier, representa cuatro figuras de bronce, en que la imagen central es una mujer que da asistencia a tres desposeídos: una dama, un niño y un anciano. La escultura se encuentra en un pedestal pétreo, y se encuentra en la plazoleta que está al frente de la basílica de la Merced desde 1932.